# Haus Haardteck
Das Haus Haardteck (auch: Reinhard-Zinkann-Haus, Haus der Deutsch-Balten und Baltenhaus) ist eine Villa im Darmstädter Paulusviertel.

## Architektur und Geschichte
Die burgähnliche herrschaftliche Villa wurde im Jahre 1898 nach Plänen des Architekten Heinrich Metzendorf für August Karl Weber gebaut. Sie steht am Herdweg 79.
Das vielförmige, dreigeschossige Wohngebäude, mit schiefergedecktem Dach, steht auf einem Sockel aus rotem Odenwälder Sandstein. Mit dem gleichen Material wurden Teile der Fassade, vor allem die Ecken und die neogotischen Treppengiebel, verkleidet. Auch die Baluster am Balkon, die Erker, die Fenstergewände und die neuromanischen Fensterbögen im Turm sind aus rotem Sandstein gehauen.
Im historisierenden Stil kombinierte Metzendorf Baustile und Architekturelemente des Mittelalters:
- Rundbogenfenster im bergfriedähnlichen Turm wie in der Romanik.
- Die spitz zulaufenden Fenster im Erker und die Treppengiebel auf der Nordseite und am Pförtnerhaus aus der Gotik.
- Der Torbogen, das Fachwerk und der kleine Eckturm am Pförtnerhaus erinnern an mittelalterliche Burgen.

Zu den schönen Details zählen, neben den Balkongeländern und dem Fensterschmuck, vor allem das Sandsteinrelief auf der Nordfassade, das einen Drachentöter zeigt. Der Namenszug am Haus ist in Sandstein gehauen. Auch der kleine Brunnen im Hof besteht aus Sandstein. Bemerkenswert ist auch der gusseiserne Fußabtreter im frühen Jugendstildekor.
Das Haus Haardteck wurde als typisches Beispiel für die Architektur der 1890er Jahre in Darmstadt unter Denkmalschutz gestellt. Es beherbergt heute die Deutsch-Baltische Gesellschaft und wird für Veranstaltungen genutzt.